# WarBook
WarBook – polskie wydawnictwo książek militarnych typu technothriller i patriotic fiction. Głównymi bohaterami powieści są Polacy, akcja utworów często przedstawia alternatywne wersje zarówno przeszłości (www.1939.com.pl, Odległe rubieże), jak i teraźniejszości (Kaukaskie epicentrum, Stalowa kurtyna). Początkowo WarBook był serią wydawnictwa SOL, od stycznia 2010 publikowaną przez wydawnictwo Ender Sławomir Brudny z siedzibą w Ustroniu, które od lutego 2014 w stopce książek widnieje jako Warbook sp. z o.o.
Hasło serii, Nadzieja jest w zwycięstwie, stanowi parafrazę przemowy hetmana polnego koronnego Stanisława Zółkiewskiego sprzed bitwy pod Kłuszynem (łac. Necessitas in loco, spes in virtute, salus in victoria – pol. Konieczność [obrony] w [tym] położeniu, nadzieja w męstwie, ocalenie w zwycięstwie).
Równolegle z WarBook wydawane są następujące bliźniacze cykle: w latach 2011–2013 WarReport, składający się z opowiadań, relacji i reportaży korespondentów wojennych (jego hasło to: Prawdziwi ludzie, prawdziwa wojna), od 2014 wspólnie z Militarnym Magazynem Specjalnym „Komandos” seria Kondotierzy, przedstawiający losy Polaków w obcych armiach po II wojnie światowej.

## Historia
Prekursorem serii jest debiutancka powieść Marcina Ciszewskiego www.1939.com.pl z 2008 r. W 2009 r. ukazała się jej kontynuacja, www.1944.waw.pl, w tym samym roku opublikowany został Obiekt R/W0036 Tomasza Bukowskiego, na którym po raz pierwszy pojawiło się logo WarBook. W listopadzie 2009 r. Sławomir Brudny – pomysłodawca cyklu – po opuszczeniu współtworzonego przez siebie wydawnictwa SOL założył własne – Ender, które przejęło serię i w 2010 roku wydało Majora i Mróz Ciszewskiego (w 2011 r. przeszedł on do Społecznego Instytutu Wydawniczego Znak, który opublikował ostatnią część tetralogii www, www.ru2012.pl) oraz debiutanckie powieści dwóch innych głównych autorów serii, czyli Vladimira Wolffa i Marcina Gawędy, historyków specjalizujących się w wojskowości.
W 2011 r. rozpoczęła się nowa seria wydawnictwa Ender – WarReport, rejestrująca faktograficzną warstwę konfliktów zbrojnych, składająca się np. reportaży Piotra Langenfelda i Marcina Ogdowskiego z wojny w Afganistanie. W listopadzie 2011 r. ukazała się pierwsza dwujęzyczna pozycja – album Chwała bohaterom/Glory to the Heroes Mariusza Kozika, ilustratora okładek dotychczasowych powieści WarBook. Oprócz tego wydane zostały Łowy na człowieka, debiut powieściowy Marka Czerwińskiego (specjalisty ds. broni strzeleckiej i myślistwa) oraz kontynuacje utworów Wolffa i Gawędy, wciąż koncentrujące się na współczesnej wojskowości, przedstawionej w warunkach zarówno fikcyjnych jak i realnych.
Wiosną 2012 r. rozpoczęła się nowa seria WarBook pt. Odległe rubieże, przedstawiająca alternatywną wizję II wojny światowej autorstwa Vladimira Wolffa. Pojawiły się także nowe powieści Marcina Gawędy i Michała Cholewy – fabuła jego książki Gambit, jako pierwsza w cyklu, rozgrywa się w odległej przyszłości. 26 czerwca 2012 r. wszystkie książki WarBook i WarReport (oprócz Chwała bohaterom/Glory to the Heroes) ukazały się w wersji elektronicznej. Jesienią 2012 wydano zbiorcze wydanie wszystkich audiobooków z serii www (w tym i www.ru2012.pl) pod nazwą www.CyklWojna.pl.
W 2013 r. w ramach cyklu WarReport wydawnictwo opublikowało pierwszą w swojej historii książkę zagranicznego autora – Mój dżihad Aukaia Collinsa. Ponadto 18 czerwca Ender oraz Kuźnia Gier wydały pierwszą karcianą grę wojenną w realiach polskiej misji w Afganistanie pt. War Card: Afganistan, kontrowersyjną we względu na swoją tematykę. Oprócz wydawania nowych powieści dotychczas współpracujących z WarBookiem autorów, takich jak Vladimir Wolff, Marcin Ogdowski i Piotr Langenfeld oraz debiutem Jakuba Pawełka, w 2014 r. wydawnictwo wraz z Militarnym Magazynem Specjalnym „Komandos” utworzyło nową serię wydawniczą Kondotierzy, przedstawiającą losy Polaków w obcych armiach po II wojnie światowej, składającą się ze wznowień książek opublikowanych jeszcze na przełomie XX i XXI w.
W 2015 r. Marcin Ciszewski odnowił współpracę z wydawnictwem i jego książki ponownie zaczęły ukazywać się pod logiem WarBook. Pierwszą były Scenariusze filmowe oraz nowela Porucznik Jamróz, składające się z niezrealizowanych scenariuszy do serialu na podstawie www.1939.com.pl i filmu Major oraz noweli Porucznik Jamróz, rok później rozwiniętej do powieści Kapitan Jamróz.
Od lutego 2014 r. (Dziennik snajpera i Wschodni grom) w stopce książek w miejscu dotychczasowego wydawnictwa Ender figuruje WarBook, formalnie funkcjonujący od września 2013 r. Na stronie internetowej wymienione są oba podmioty, co oznacza, że oficjalnie oficyna Ender nie została zamknięta. Jedynymi książkami wydanymi przez nią poza seriami WarBook, WarReport były Demokrator Piotra Goćka – surrealistyczna powieść satyryczno-fantastyczna i Broń palna w Polsce Marka Czerwińskiego – zestawienie rekomendowanego przez autora sprzętu strzeleckiego.

## Książki
seria WarBook
     seria WarReport
     seria Kondotierzy
     pozostałe wydawnictwa Ender/WarBook
| Tytuł                                                | Autor                                  | Data wydania                | Uwagi |
| ---------------------------------------------------- | -------------------------------------- | --------------------------- | --- |
| www.1939.com.pl                                      | Marcin Ciszewski                       | 7 marca 2008(dts) (SOL)     | II wydanie z 27 stycznia 2010 nakładem Enderu, logo WarBook od II wydania                                                   |
| www.1944.waw.pl                                      | Marcin Ciszewski                       | 25 lutego 2009(dts) (SOL)   | II wydanie z 27 stycznia 2010 nakładem Enderu, logo WarBook od II wydania                                                   |
| Obiekt R/W0036                                       | Tomasz Bukowski                        | 23 września 2009(dts) (SOL) | pierwsza z logiem WarBook                                                                                                   |
| Major                                                | Marcin Ciszewski                       | 27 stycznia 2010(dts)       | pierwsza wydawnictwa Ender                                                                                                  |
| Kaukaskie epicentrum                                 | Marcin Gawęda                          | 16 czerwca 2010(dts)        | |
| Stalowa kurtyna                                      | Vladimir Wolff                         | 16 czerwca 2010(dts)        | |
| Czerwona apokalipsa                                  | Vladimir Wolff                         | 20 października 2010(dts)   | |
| Mróz                                                 | Marcin Ciszewski                       | 20 października 2010(dts)   | |
| Piaski armagedonu                                    | Vladimir Wolff                         | 20 kwietnia 2011(dts)       | |
| Afganistan. Dotknąłem wojny                          | Piotr Langenfeld                       | 4 maja 2011(dts)            | |
| Rebelia                                              | Marcin Gawęda                          | 4 maja 2011(dts)            | |
| Północny sztorm                                      | Vladimir Wolff                         | 21 września 2011(dts)       | |
| Łowy na człowieka                                    | Marek Czerwiński                       | 5 października 2011(dts)    | |
| zAfganistanu.pl. Alfabet polskiej misji              | Marcin Ogdowski                        | 9 listopada 2011(dts)       | |
| Chwała bohaterom/Glory to the Heroes                 | Mariusz Kozik                          | 24 listopada 2011(dts)      | album, pierwsza dwujęzyczna publikacja                                                                                      |
| Odległe rubieże: Kryptonim "Burza"                   | Vladimir Wolff                         | 21 marca 2012(dts)          | |
| Gambit                                               | Michał Cholewa                         | 18 kwietnia 2012(dts)       | |
| IX zmiana                                            | Marcin Gawęda                          | 25 lipca 2012(dts)          | premiera e-booka 16 lipca 2012                                                                                              |
| Demokrator                                           | Piotr Gociek                           | 5 września 2012(dts)        | |
| Odległe rubieże: Operacja "Pętla"                    | Vladimir Wolff                         | 3 października 2012(dts)    | |
| Elsenborn                                            | Piotr Langenfeld                       | 17 października 2012(dts)   | |
| Broń palna w Polsce                                  | Marek Czerwiński                       | 23 listopada 2012(dts)      | |
| Imperium                                             | Vladimir Wolff                         | 23 stycznia 2013(dts)       | premiera e-booka 14 stycznia 2013                                                                                           |
| Mój dżihad                                           | Aukai Collins                          | 23 stycznia 2013(dts)       | premiera e-booka 18 stycznia 2013, pierwsze tłumaczenie zagranicznej książki, oryginalny tytuł: My Jihad                    |
| Ostatni świadek                                      | Marcin Ogdowski                        | 20 marca 2013(dts)          | |
| Punkt cięcia                                         | Michał Cholewa                         | 17 kwietnia 2013(dts)       | |
| Horyzont zdarzeń                                     | Vladimir Wolff                         | 9 października 2013(dts)    | premiera e-booka 25 września 2013                                                                                           |
| Task Force-50                                        | Jarosław Rybak                         | 9 października 2013(dts)    | |
| Dziennik snajpera                                    | Władysław Wilk, właśc. Mirosław Kuleba | 19 lutego 2014(dts)         | pierwotnie wydana nakładem Fundacji Odysseum w 1999                                                                         |
| Wschodni grom                                        | Jakub Pawełek                          | 19 lutego 2014(dts)         | pierwsza wydawnictwa WarBook Cykl: "Przymierze" tom 1                                                                       |
| Czerwona ofensywa                                    | Piotr Langenfeld                       | 19 marca 2014(dts)          | |
| (Nie)potrzebni                                       | Marcin Ogdowski                        | 16 kwietnia 2014(dts)       | |
| Mamy dusze muszkieterów                              | Zbigniew Truszczyński                  | 9 czerwca 2014(dts)         | pierwotnie wydana jako Afrykańskie wędrówki z Legią Cudzoziemską nakładem Bellony 9 sierpnia 2002                           |
| Doktryna Wolffa                                      | Vladimir Wolff                         | 23 czerwca 2014(dts)        | |
| Forta                                                | Michał Cholewa                         | 21 lipca 2014(dts)          | Nagroda im. Janusza A. Zajdla 2015 – najlepsza powieść Nagroda Literacka im. Jerzego Żuławskiego 2015 – srebrne wyróżnienie |
| Kontrrewolucja                                       | Piotr Langenfeld                       | 16 października 2014(dts)   | |
| Tropiciel                                            | Vladimir Wolff                         | 30 października 2014(dts)   | premiera e-booka 22 października 2014                                                                                       |
| Perski podmuch                                       | Jakub Pawełek                          | 3 grudnia 2014(dts)         | Cykl: "Przymierze" tom 2 |
| Polski Afganistan                                    | Marcin Ogdowski                        | 3 grudnia 2014(dts)         | album |
| Odległe rubieże: Szturm straceńców                   | Piotr Langenfeld                       | 18 lutego 2015(dts)         | |
| Dobij mnie, Europo. Wspomnienia z wojny bałkańskiej  | Adam Bednarczyk                        | 4 marca 2015(dts)           | pierwotnie wydana nakładem Antyku w 1997                                                                                    |
| Plan Andersa                                         | Piotr Langenfeld                       | 18 marca 2015(dts)          | |
| Bractwo nieśmiertelnych                              | Vladimir Wolff                         | 8 kwietnia 2015(dts)        | |
| Scenariusz filmowe oraz nowela Porucznik Jamróz      | Marcin Ciszewski                       | 17 czerwca 2015(dts)        | |
| Kaukaski płomień                                     | Jakub Pawełek                          | 26 sierpnia 2015(dts)       | Cykl: "Przymierze" tom 3 |
| www.afgan.com.pl                                     | Marcin Ciszewski, Tadeusz Michrowski   | 23 września 2015(dts)       | |
| Cień proroka                                         | Vladimir Wolff                         | 7 października 2015(dts)    | |
| Uwikłani                                             | Marcin Ogdowski                        | 3 grudnia 2015(dts)         | pierwotny tytuł: Naznaczeni                                                                                                 |
| Inwit                                                | Michał Cholewa                         | 3 lutego 2016(dts)          | |
| Metalowa burza                                       | Vladimir Wolff                         | 17 lutego 2016(dts)         | |
| Kapitan Jamróz                                       | Marcin Ciszewski                       | 16 marca 2016(dts)          | |
| Ci szaleni Polacy                                    | Piotr Langenfeld                       | 13 kwietnia 2016(dts)       | |
| Powstanie Warszawskie. Wędrówka po walczącym mieście | Marcin Ciszewski                       | 2 czerwca 2016(dts)         | adaptacja książkowa filmu Powstanie Warszawskie                                                                             |
| W obronie innych                                     | Sam Childers                           | 16 czerwca 2016(dts)        | tłumaczenie, oryginalny tytuł: Another Man’s War                                                                            |
| www.ru2012.pl                                        | Marcin Ciszewski                       | 14 września 2016(dts)       | premiera e-booka 24 sierpnia 2016, pierwotnie wydana nakładem Znaku 19 października 2011                                    |
| Pierścień ognia                                      | Jakub Pawełek                          | 12 października 2016(dts)   | Cykl: "Przymierze" tom 4 |
| Krüger. Szakal. Tom I                                | Marcin Ciszewski                       | 23 listopada 2016           | |
| Krüger. Tygrys. Tom II                               | Marcin Ciszewski                       | 23 listopada 2016           | |
| Hydra                                                | Vladimir Wolff                         | 7 grudnia 2016              | |
| Widowisko                                            | Piotr Langenfeld                       | 15 lutego 2017              | |
| Sprawa generała                                      | Antoni Langer                          | 15 marca 2017               | cykl "Sprawa Generała" |
| Echa                                                 | Michał Cholewa                         | 29 marca 2017               | |
| Minuta przed północą                                 | Vladimir Wolff                         | 12 kwietnia 2017            | |
| Krüger. Lew. Tom III                                 | Marcin Ciszewski                       | 26 kwietnia 2017            | |
| Krüger. Lis. Tom IV                                  | Marcin Ciszewski                       | 24 maja 2017                | |
| Trzecia siła                                         | Vladimir Wolff                         | 14 czerwca 2017             | |
| Upał                                                 | Marcin Ciszewski                       | 2 sierpnia 2017             | |
| Wojna oszukanych                                     | Piotr Langenfeld                       | 16 sierpnia 2017            | |
| #wawskie14                                           | Jakub Pawełek                          | 27 września 2017            | |
| Dziennik dowódcy rosomaka                            | Marcin Ogdowski                        | 27 września 2017            | |
| Ogień sprawiedliwości                                | Piotr Langenfeld                       | 25 października 2017        | |
| Wojna Hybrydowa                                      | Antoni Langer                          | 28 lutego 2018              | cykl "Sprawa Generała" |
| Dwa Fronty. Polak przeciwko Polakowi                 | Antoni Langer                          | 13 lutego 2019              | cykl "Sprawa Generała" |

### Audiobooki
| Tytuł                                   | Autor                 | Data wydania              | Lektor                            |
| --------------------------------------- | --------------------- | ------------------------- | --------------------------------- |
| www.1939.com.pl                         | Marcin Ciszewski      | 25 lutego 2009(dts)       | Krzysztof Banaszyk                |
| www.1944.waw.pl                         | Marcin Ciszewski      | 23 września 2009(dts)     | Andrzej Mastalerz                 |
| Major                                   | Marcin Ciszewski      | 27 stycznia 2010(dts)     | Adam Ferency                      |
| Kaukaskie epicentrum                    | Marcin Gawęda         | 18 czerwca 2010(dts)      | Roch Siemianowski                 |
| Mróz                                    | Marcin Ciszewski      | 13 października 2010(dts) | Krzysztof Banaszyk                |
| Piaski armagedonu                       | Vladimir Wolff        | 1 czerwca 2011(dts)       | Roch Siemianowski                 |
| Północny sztorm                         | Vladimir Wolff        | 21 września 2011(dts)     | Roch Siemianowski                 |
| zAfganistanu.pl. Alfabet polskiej misji | Marcin Ogdowski       | 16 stycznia 2012(dts)     | Krzysztof Banaszyk                |
| www.CyklWojna.pl                        | Marcin Ciszewski      | 17 października 2012(dts) | Roch Siemianowski (www.ru2012.pl) |
| Odległe rubieże: Kryptonim "Burza"      | Vladimir Wolff        | 9 grudnia 2012(dts)       | Mirosław Baka                     |
| Demokrator                              | Piotr Gociek          | 5 grudnia 2013(dts)       | Piotr Gociek                      |
| Odległe rubieże: Operacja "Pętla"       | Vladimir Wolff        | 9 maja 2014(dts)          | Roch Siemianowski                 |
| Punkt cięcia                            | Michał Cholewa        | 6 czerwca 2014(dts)       | Maciej Więckowski                 |
| IX zmiana                               | Marcin Gawęda         | 11 czerwca 2015(dts)      | Aleksander Pawlikowski            |
| Afganistan. Dotknąłem wojny             | Piotr Langenfeld      | 11 czerwca 2015(dts)      | Jakub Wieczorek                   |
| Czerwona apokalipsa                     | Vladimir Wolff        | 11 czerwca 2015(dts)      | Leszek Filipowicz                 |
| Czerwona ofensywa                       | Piotr Langenfeld      | 11 czerwca 2015(dts)      | Andrzej Hausner                   |
| Doktryna Wolffa                         | Vladimir Wolff        | 11 czerwca 2015(dts)      | Leszek Filipowicz                 |
| Dziennik snajpera                       | Władysław Wilk        | 11 czerwca 2015(dts)      | Maciej Kowalik                    |
| Gambit                                  | Michał Cholewa        | 11 czerwca 2015(dts)      | Maciej Więckowski                 |
| Horyzont zdarzeń                        | Vladimir Wolff        | 11 czerwca 2015(dts)      | Leszek Filipowicz                 |
| Imperium                                | Vladimir Wolff        | 11 czerwca 2015(dts)      | Leszek Filipowicz                 |
| Kontrrewolucja                          | Piotr Langenfeld      | 11 czerwca 2015(dts)      | Andrzej Hausner                   |
| Łowy na człowieka                       | Marek Czerwiński      | 11 czerwca 2015(dts)      | Andrzej Hausner                   |
| Mamy dusze muszkieterów                 | Zbigniew Truszczyński | 11 czerwca 2015(dts)      | Maciej Kowalik                    |
| Mój dżihad                              | Aukai Collins         | 11 czerwca 2015(dts)      | Bartosz Głogowski                 |
| Perski podmuch                          | Jakub Pawełek         | 11 czerwca 2015(dts)      | Maciej Kowalik                    |
| Stalowa kurtyna                         | Vladimir Wolff        | 11 czerwca 2015(dts)      | Leszek Filipowicz                 |
| Task Force-50                           | Jarosław Rybak        | 11 czerwca 2015(dts)      | Leszek Filipowicz                 |
| Tropiciel                               | Vladimir Wolff        | 11 czerwca 2015(dts)      | Jakub Wieczorek                   |
| Wschodni grom                           | Jakub Pawełek         | 11 czerwca 2015(dts)      | Bartosz Głogowski                 |
| Forta                                   | Michał Cholewa        | 17 sierpnia 2015(dts)     | Maciej Więckowski                 |
| Rebelia                                 | Marcin Gawęda         | 4 września 2015(dts)      | Jakub Wieczorek                   |

## Cechy charakterystyczne
Jak podkreśla twórca wydawnictwa Ender, książki WarBook mają na celu pogłębienie wiedzy na temat historii oraz czasów najnowszych, pobudzenie narodowej dumy i patriotyzmu, łącząc je jednocześnie z pełną emocji akcją. Odbywa się to poprzez umieszczenie fabuły powieści w konkretnej sytuacji historycznej i politycznej, przedstawionej jednak w sposób alternatywny (www.1944.waw.pl – powstanie warszawskie, Kaukaskie epicentrum – wojna gruzińsko-rosyjska, Piaski armagedonu – konsekwencje arabskiej wiosny Ludów), a głównymi bohaterami książek są polscy żołnierze.
Poniższy wykaz przedstawia najważniejszych protagonistów, występujących w co najmniej 2 powieściach (w nawiasie data rozgrywania się akcji):
- płk Rafał Kroplowski – oficer polskiego wywiadu, główny bohater Rebelii (2004) i drugoplanowy Kaukaskiego epicentrum (2008).
- ppłk Jerzy Grobicki – żołnierz 5 Brygady Pancernej, główny bohater www.1939.com.pl (2007/1939), www.1944.waw.pl (1944) i www.ru2012.pl (2012).
- mjr Janusz Wojtyński – żołnierz GROM-u, główny bohater Majora (1944) i drugoplanowy www.1939.com.pl (2007/1939) i www.1944.waw.pl (1944).
- kom. Jakub Tyszkiewicz – policjant Komendy Stołecznej Policji. Główny bohater Mrozu (2011), Upału (2012) i Wiatru (2010) oraz drugoplanowy www.ru2012.pl (2012).
- kpt. Tomasz Gazda – żołnierz 17 Brygady Zmechanizowanej. Jeden z głównych bohaterów Rebelii (2004) i IX zmiany (2011).
- kpt. Paweł Majak – żołnierz GROM-u, jeden z głównych bohaterów Rebelii (2004), Kaukaskiego epicentrum (2008) i IX zmiany (2011).
- kpt. Andrzej Wirski – żołnierz 1 Pułku Specjalnego. Główny bohater Stalowej kurtyny (2009/2010), Czerwona apokalipsy (2011), Piasków armagedonu (2015), Północnego sztormu (2016), Horyzontu zdarzeń (2016/2017) i Doktryny Wolffa (2017).
- por. Marek Bagiński – bokser, lotnik, pracownik wywiadu II RP. Główny bohater Kryptonimu "Burza" (1941) i Operacji "Pętla" (1941).
- kpr. Marcin Wierzbowski – żołnierz 40 Regimentu Unii Europejskiej. Główny bohater Gambitu (2211), Punktu cięcia (2211-2212) i Forty (2212).

Ponadto w serii WarBook jest kilka niepowiązanych ze sobą fabularnie cyklów, tworzonych przez poszczególnych autorów. Poniżej ich wykaz w kolejności chronologicznej względem fabuły:
| Marcin Ciszewski                                                                        | Vladimir Wolff                                       | Vladimir Wolff                                                                                         | Vladimir Wolff                                 | Vladimir Wolff | Marcin Gawęda                          | Michał Cholewa                  | Piotr Langenfeld                                                | Jakub Pawełek                                                 |
| CyklWojna.pl                                                                            | Odległe rubieże                                      | cykl o Andrzeju Wirskim                                                                                | cykl o Matcie Pulaskim                         | Armageddon     | Marcin Gawęda                          | Algorytm wojny                  | Czerwona ofensywa                                               | Przymierze                                                    |
| --------------------------------------------------------------------------------------- | ---------------------------------------------------- | --- | ---------------------------------------------- | -------------- | -------------------------------------- | ------------------------------- | --------------------------------------------------------------- | ------------------------------------------------------------- |
| www.1939.com.pl Major www.1944.waw.pl Kapitan Jamróz www.ru2012.com.pl www.afgan.com.pl | Kryptonim "Burza" Operacja "Pętla" Szturm straceńców | Stalowa kurtyna Czerwona apokalipsa Piaski armagedonu Północny sztorm Horyzont zdarzeń Doktryna Wolffa | Tropiciel Bractwo nieśmiertelnych Cień proroka | Metalowa burza | Rebelia Kaukaskie epicentrum IX zmiana | Gambit Punkt cięcia Forta Inwit | Czerwona ofensywa Kontrrewolucja Plan Andersa Ci szaleni Polacy | Wschodni grom Perski podmuch Kaukaski płomień Pierścień ognia |